# Castello di Verde

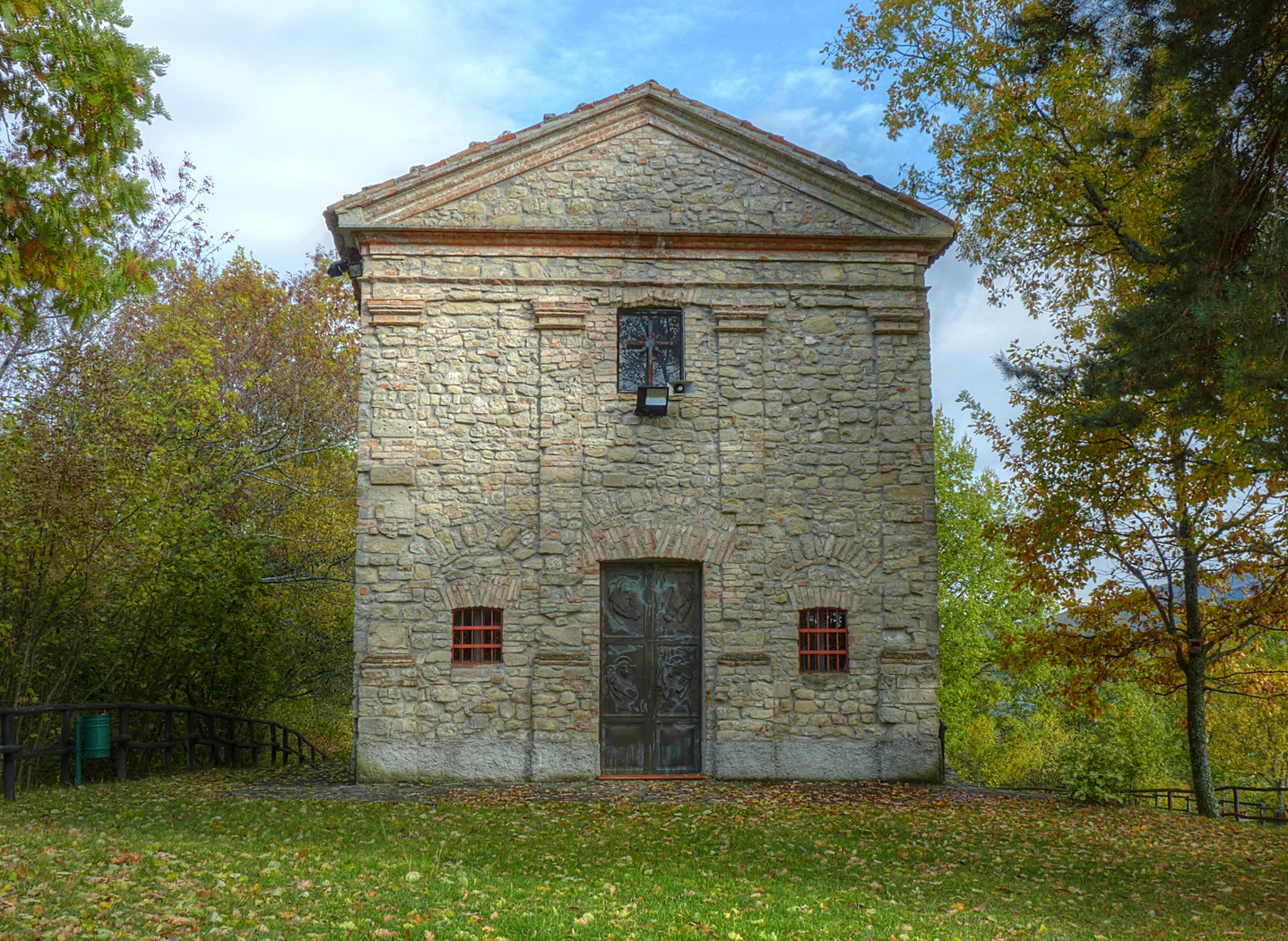
La chiesetta cinquecentesca

Il Castello di Verde è una fortificazione situata nel comune italiano di Colli Verdi, in provincia di Pavia. L'edificio è posto a 785 m sull'altura in posizione elevata sopra la frazione di Mombello di Valverde (Colli Verdi), nell'Oltrepò Pavese, tra la val di Nizza e la val Tidone. Ha ampia visuale sulla pianura Padana e sul castello di Zavattarello. Si trova all'interno del Parco del Castello di Verde.

## Storia
Compare come "Corte di Verde", (Virdi) nei possedimenti dell'abbazia di San Colombano di Bobbio nella Carta di Wala, abate di Bobbio nell'833. Nel 1014, con la creazione della Diocesi di Bobbio, passa alle dipendenze del vescovo di Bobbio rimanendovi anche dopo l'occupazione di Piacenza con l'amministrazione prima piacentina e poi del conti Landi (1155-1351).
Nel 1319 sostenne vittoriosamente l'assalto delle truppe di Galeazzo I Visconti.
Concesso in enfiteusi ai Malaspina nel 1351, come livellari del vescovo di Bobbio, venne di fatto in seguito aggregato al loro marchesato, e nelle successive suddivisioni ereditarie della famiglia (a partire dal XIII secolo) rimase alla linea dello Spino Fiorito, e precisamente ai Malaspina di Oramala e Godiasco, prima di venire donato a Federico Dal Verme, conte di Bobbio, che lo ebbe tra il 1528 e il 1538.
Poco sotto il castello sorge una chiesetta, dedicata alla Madonna della Neve, fatta erigere dai Malaspina nel XVI secolo e ricordata nelle visite vescovili dal 1597 in poi, "per la comodità e la necessità dei lavoratori del castello".

## Struttura
Il complesso, pur se inserito in un parco comunale, versa in stato di grave degrado. Edificato in arenaria, visibile vi è una massiccia torre a base cilindrica, dalla base scarpata terminante con una cordonatura. Rimangono tracce della muratura e una stanza sotterranea.

## Il giardino delle farfalle
Ai piedi della torre si sviluppa il giardino delle farfalle. Regno di rarissimi esemplari di lepidotteri, è stato progettato in collaborazione con il Dipartimento di Ecologia dell’Università di Pavia. Unico nel suo genere in Lombardia, l'itinerario didattico si svolge per un chilometro, in area attrezzata La gestione dell'area viene svolta dal Comune in associazione con l'Ente Regionale per i Servizi all'Agricoltura e alle Foreste.